# Ribeirão Escuro
Ribeirão Escuro är ett vattendrag i Brasilien.   Det ligger i delstaten Minas Gerais, i den sydöstra delen av landet, 290 km öster om huvudstaden Brasília.
Omgivningarna runt Ribeirão Escuro är huvudsakligen savann. Runt Ribeirão Escuro är det mycket glesbefolkat, med 3 invånare per kvadratkilometer.